# Исмет Рамичевич
Исмет Рамичевич (на босненски: Ismet Ramićević; на македонска литературна норма: Исмет Рамиќевиќ) е скулптор от Северна Македония с бошняшки произход.

## Биография
Роден е в 1960 година в Дубница, тогава в Югославия. Завършва Факултета за художествени изкуства в Скопския университет, специалност Скулптура в 1984 година в класа на професор Петър Хаджибошков. Реализира десет самостоятелни изложби в Северна Македония и в чужбина. Рамичевич участва и в множество колективни изложби. Носител е на много награди в областта на скулптурата. Работи като професор по скулптура във Факултета за художествени изкуства в Скопие.